# انتحار المزارعين في الولايات المتحدة
تشير حالات انتحار المزارعين في الولايات المتحدة إلى الأحداث الوطنية للمزارعين التي تدفعهم إلى الانتحار، إلى حد كبير منذ الثمانينيات، ويرجع ذلك جزئيًا إلى سقوطهم في الديون، ولكن السبب الرئيس هو أزمة صحية عقلية أكبر بين عمال الزراعة الأمريكيين.
منذ ثمانينيات القرن الماضي، في الغرب الأوسط وحده. أنهى أكثر من 1500 مزارع حياتهم، ويعكس هذا أزمة تحدث على مستوى العالم: في أستراليا، ينتحر مزارع واحد كل أربعة أيام. وفي المملكة المتحدة، مزارع واحد كل أسبوع. وفي فرنسا، واحد كل يومين. أما في الهند، فقد انتحر أكثر من 270.000 مزارع منذ 1995.
يُعد المزارعون من بين الأكثر عرضة للانتحار، مقارنةً بالمجالات الأخرى، وفقًا لدراسة نُشرت في يناير/كانون الثاني 2020 من قبل مركز السيطرة على الأمراض والوقاية منها (سي دي سي). وقد اكتشف في دراسة أجراها باحثون في جامعة آيوا (بالإنجليزية: University of Iowa) عام 2017 أن المزارعين، وغيرهم من العاملين في تجارة المنتجات الزراعية، سجلوا أعلى معدل انتحار بين جميع المهن من عام 1992 إلى عام 2010.  كان المعدل 3.5 أضعاف مثيله لدى عامة السكان. هذا يعكس دراسة أجرتها في العام السابق من قبل مركز السيطرة على الأمراض.
«يبدو أن معظم المزارعين الأسريين يتفقون على ما أدى إلى محنتهم: سياسة الحكومة. في السنوات التي أعقبت الصفقة الجديدة، كما يقولون، حددت الولايات المتحدة للمزارعين حدًا أدنى للأسعار، مما يضمن بنحو أساسي حصولهم على الحد الأدنى من الأجور للمحاصيل التي ينتجونها. لكن الحكومة بدأت في التراجع عن هذه السياسة في السبعينيات من القرن الماضي، والآن يحدد السوق العالمي إلى حد كبير السعر الذي يحصلون عليه مقابل محاصيلهم. يمكن للمزارع الكبيرة الاكتفاء بانخفاض أسعار المحاصيل من طريق زيادة حجمها، إذ يضيف المزارع بضعة سنتات لكل جالون من الحليب إذا كان لديه آلاف الأبقار»
(27 نوفمبر 2017 - مجلة تايم نيوز الأمريكية).

## خلفية عن الموضوع
في عام 1980، طبق الرئيس الأمريكي آنذاك جيمي كارتر (بالإنجليزية: Jimmy Carter ) حظرًا على صادرات الحبوب إلى الاتحاد السوفيتي مع اندلاع الحرب الباردة «الجديدة». قال المزارع ويندل توتل (بالإنجليزية: Wendell Tuttle) في ولاية أيوان (بالإنجليزية: Iowan) في عام 2013: «انخفض صافي ثروتي بمقدار 20 ألف دولار بين عشية وضحاها».
في عام 1985، خسر نظام الائتمان الزراعي 2.7 مليار دولار؛ أكبر خسارة في عام واحد لأي مؤسسة مالية في تاريخ الولايات المتحدة. في العام نفسه، دخل المزارع دين هاجيدورن (بالإنجليزية: Dean Hagedorn) البالغ من العمر 40 عامًا إلى أحد البنوك في سبنسر (بالإنجليزية: Spencer) بشيك بمبلغ 94000 دولار، وهي عائدات محصول الذرة في ذلك العام من مزرعته التي تبلغ مساحتها 560 فدانًا (230 هكتارًا). كان دين يخطط لاستخدام ثلاثة أرباع عائداته من المزرعة للحفاظ على مدفوعات قروضه المصرفية محدثة، وتقسيم الباقي على دائنين أخرين، ولكن البنك احتفظ بالمبلغ بأكمله.
صرحت جوان بلوندال (بالإنجليزية: Joan Blundall) مستشارة الصحة العقلية في ريف آيوا في عام 1987: «موت بطيء يجتاح منطقة الهارتلاند. ولا أحد بإمكانه إرشادنا إلى بر الأمان».  
اعتبارًا من عام 2019، بلغ الدين الزراعي 416 مليار دولار، وهو أعلى مستوى له على الإطلاق. منذ عام 2013، خسر أكثر من نصف المزارعين جزءًا من رأس أموالهم سنويًا، وتزايدت أيضًا حالات التأخر في سداد القروض الزراعية. كذلك في عام 2019، كان من المتوقع أن يكون دخل المزرعة المتوسطة نحو 1644 دولار.

## أسباب انتحار المزارعين[3]
- فقدانهم لكبريائهم في محاولاتهم للحفاظ على مزارعهم أو تشغليها بكامل طاقتها. إذ يتوقع بعضهم الوصول إلى مراحل معينة، مثل تسليمها للجيل التالي أو توسيع منشآتهم.[5]
- انخفاض أسعار السلع مثل الذرة وفول الصويا والحليب واللحوم إلى النصف، بين عامي 2012 و2020.[8]
- ازدياد الدين الزراعي بنحو الثلث منذ عام 2007، إذ ارتفع إلى المستويات التي شهدها آخر مرة في الثمانينيات من القرن الماضي. وارتفعت أسعار الفائدة من رقم فردي إلى 21.5٪ في عام 1981.[6] لم توفر المساعدة الفيدرالية البالغة 28 مليار دولار، التي بدأتها إدارة ترمب على مدار عامين، ما يكفي لتعويض الدخل المفقود خلال الحرب التجارية بين الصين والولايات المتحدة.[3]
- قد تجعل العزلة الجسدية الطريق صعبًا على المزارعين في حال احتياجهم إلى المساعدة في مشكلات الصحة النفسية.[9]
- تعزيز المدارس الريفية، مما أدى إلى اضطرار أطفال المزارع إلى ركوب الحافلة لساعات كل يوم.[9]
- منع الطقس القاسي، متضمنًا فيضانات الغرب الأوسط[8] والجفاف في عامي 1983 و1988[6]، المزارعين من استخدام نحو 20 مليون فدان (800 ألف هكتار) في عام 2019 فقط.
- انخفضت صادرات فول الصويا إلى الصين بنسبة 75٪ من عام 2017 إلى عام 2018.[8]
- وجدت دراسة نُشرت عام 2021 أن منتجي الطعام لديهم معدلات أعلى من الاكتئاب والقلق وخطر الانتحار «مع كون اللوم الذاتي هو المتغير الوحيد الذي له ارتباط كبير بهذا الخطر».[10]
- في أوكلاهوما، على وجه التحديد، وجد إريك راميريز فيريرو (Eric Ramírez-Ferrero)، الذي نشأ في إنيد Enid، أن «عددًا كبيرًا من الناس لا يستطيعون مواكبة التقدم التكنولوجي، وقد أحبطت توقعاتهم بحياة مريحة».[5]